# Nedim Đedović
Nedim Đedović (nacido el 16 de febrero de 1997 en Munich, Alemania es un jugador de baloncesto profesional de nacionalidad bosnia que juega en el Caja 87 Basket de la Liga LEB Plata. Mide 2.03 metros y juega en la posición de alero. Es hermano del también baloncestista Nihad Đedović.

## Carrera deportiva
Nedim, hermano del exazulgrana y actual jugador, Nihad, llegó con 13 años a la cantera azulgrana, donde está considerado uno de los grandes proyectos. 
En 2014 es una de las grandes atracciones de la Adecco Plata y su evolución sigue viento en popa. De hecho, Nedim promedia cerca de 30 minutos por encuentro anotando 13 puntos por partido desde sus 2.03m. A sus 18 años, el pequeño de los Dedovic es el segundo más valorado del equipo por detrás del interior Emir Sulejmanović.
En agosto de 2018 regresa al Araberri Basket Club donde ya jugó en calidad de cedido en el tramo final de la temporada 2016-17.
La temporada 2019-20, la disputa en las filas del Levitec Huesca de la Liga LEB Oro, donde promedia más de siete puntos, tres rebotes y casi una asistencia por encuentro.
En julio de 2020, firma por el Club Melilla Baloncesto de la Liga LEB Oro.
El 12 de agosto de 2022, firma por el CB Morón de la Liga LEB Plata. 
El 13 de abril de 2023, se incorpora al CB Prat de la Liga LEB Plata para el último tramo de la temporada.
El 2 de agosto de 2023, firma por el Real Betis Baloncesto de la Liga LEB Oro.
El 30 de julio de 2024, firma por el Caja 87 de la nueva Segunda FEB (antigua Liga LEB Plata)

## Clubs
- FC Barcelona B (2014-2017)
- → Araberri Basket Club (2017)
- FC Barcelona B (2017-2018)
- Araberri Basket Club (2018-2019)
- Levitec Huesca (2019-2020)
- Club Melilla Baloncesto (2020-2022)
- CB Morón (2022-2023)
- CB Prat (2023)
- Real Betis Baloncesto (2023-2024)
- Caja 87 (2024-act.)